# فاسو-بنکادی
فاسو-بنکادی شهری در شهرستان تانسیلا در استان بانوا در بورکینافاسوی غربی است و جمعیت آن ۹۱۷ نفر است.